# 新加坡志愿警察
新加坡志願警察由來自一般新加坡公眾的志願者組成。新加坡志願警察的警官擁有與普通新加坡警官同等的權力，可以在新加坡執行法律和維持秩序。他們在街道巡邏和參加公眾宣傳活動時穿著與新加坡警察相同的警察制服。
新加坡志願警察總部原設於余東旋街警察局和大巴窯警察局，於2000年遷至新的警察營地綜合大樓。
新加坡志願警察成立於1946年，旨在戰後立即擴充人數有限的正規警察部隊，當時的新加坡急需人力來恢復法律和秩序。大約150名男子響應了官方的呼籲，組成了首批新加坡志願警察。此後，新加坡志願警察不斷發展壯大，並為維護新加坡的法律和秩序做出了貢獻。